# Amphoe Ko Yao
Amphoe Ko Yao (thailändisch อำเภอ เกาะยาว) ist ein Landkreis (Amphoe – Verwaltungsdistrikt) in der Provinz Phang Nga. Die Provinz Phang Nga liegt in der Südregion von Thailand.

## Geographie
Der Landkreis besteht aus mehreren Inseln des Ko Yao Archipels in der Bucht von Phang Na, östlich der Insel Phuket. Die beiden größten Inseln heißen Ko Yao Yai (Große Lange Insel) und Ko Yao Noi (Kleine Lange Insel).
Die nördlichen Inseln sind Teil des Nationalpark Ao Phang Nga.

## Demographie
Die Mehrheit der Bevölkerung sind Sunniten. Der Islam wurde im 13. Jahrhundert von arabischen Händlern eingeführt.

## Geschichte
Ko Yao wurde 1903 zunächst als Kleinbezirk (King Amphoe) eingerichtet. Er war ein Teil des Landkreises Mueang Phang Nga. Am 1. Januar 1988 wurde Ko Yao zu einem vollen Amphoe heraufgestuft.

## Verwaltung

### Provinzverwaltung
Amphoe Ko Yao ist in drei Unterbezirke (Tambon) eingeteilt, welche weiter in 18 Dorfgemeinschaften (Muban) unterteilt sind.
| \| No. \| Name \| Thai \| Muban \| Einw.[2] \| \| --- \| ---------- \| ---------- \| ----- \| -------- \| \| 1. \| Ko Yao Noi \| เกาะยาวน้อย \| 7 \| 5.011 \| \| 2. \| Ko Yao Yai \| เกาะยาวใหญ่ \| 4 \| 2.733 \| \| 3. \| Phru Nai \| พรุใน \| 7 \| 5.830 \| |            |            |       |       |
| No. | Name       | Thai       | Muban | Einw. |
| 1. | Ko Yao Noi | เกาะยาวน้อย | 7     | 5.011 |
| 2. | Ko Yao Yai | เกาะยาวใหญ่ | 4     | 2.733 |
| 3. | Phru Nai   | พรุใน       | 7     | 5.830 |

### Lokalverwaltung
Es gibt drei Kleinstädte (Thesaban Tambon) im Landkreis:
- Ko Yao (เทศบาลตำบลเกาะยาว) besteht aus Teilen des Tambon Ko Yao Noi.
- Phru Nai (เทศบาลตำบลพรุใน) besteht aus dem ganzen Tambon Phru Nai.
- Ko Yao Yai (เทศบาลตำบลเกาะยาวใหญ่) besteht aus dem ganzen Tambon Ko Yao Yai.

Die restlichen Teile des Tambon Ko Yao Noi, die nicht zur Stadt gehören, werden von einer „Tambon-Verwaltungsorganisationen“ (TAO, องค์การบริหารส่วนตำบล) verwaltet.